# Maria Włodzimierz Jaworski

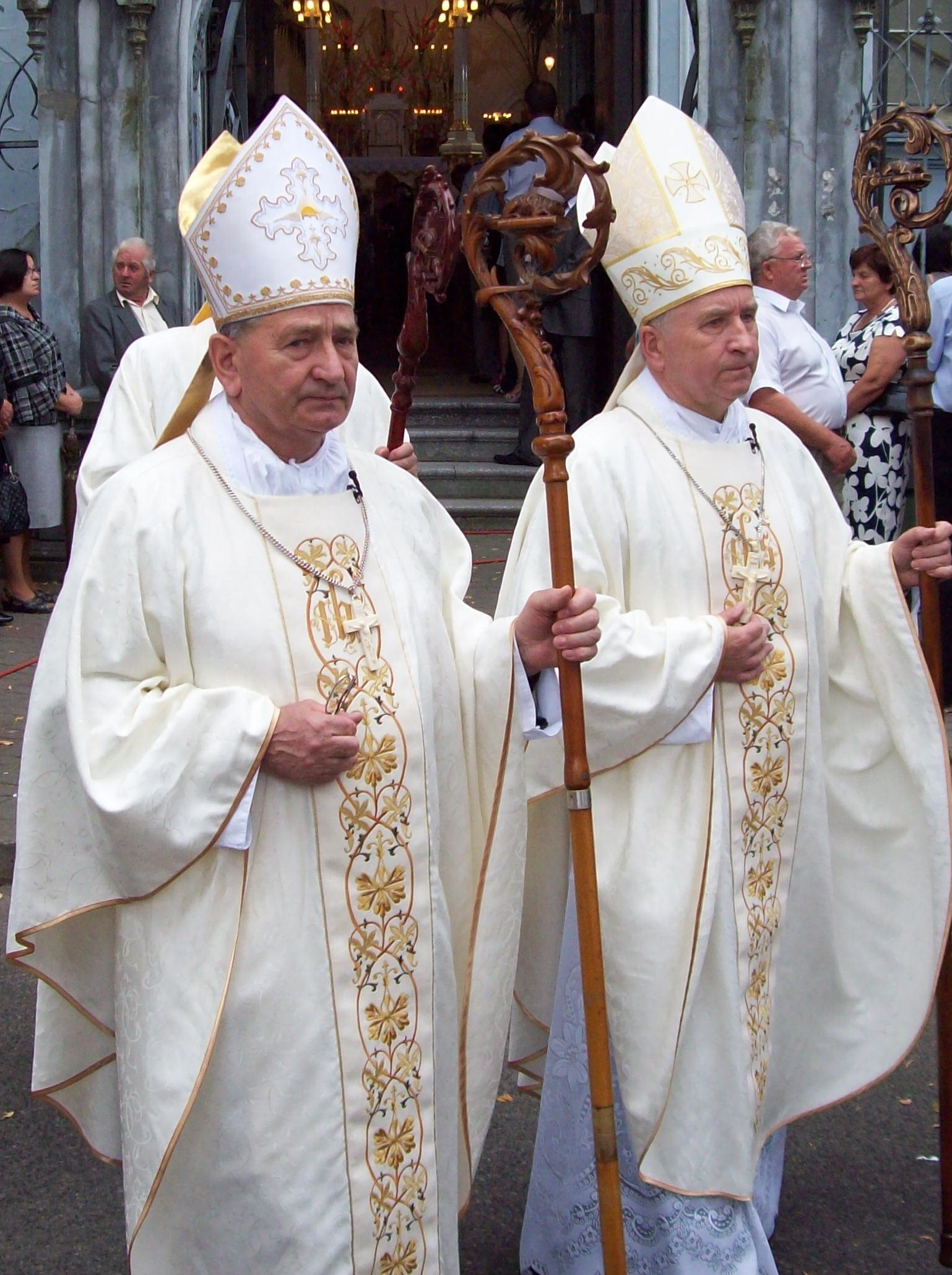
Maria Włodzimierz Jaworski i Maria Bernard Kubicki przed katedrą mariawicką w Płocku

Zdzisław Maria Włodzimierz Jaworski (ur. 2 stycznia 1937 w Łęce) – polski biskup starokatolicki, emerytowany biskup Kościoła Starokatolickiego Mariawitów w RP, ordynariusz diecezji śląsko-łódzkiej Kościoła Starokatolickiego Mariawitów w RP (1983-1997 oraz w latach 2007-2024), w latach 1997–2007 zwierzchnik i biskup naczelny Kościoła Starokatolickiego Mariawitów w RP.
W 1960 Zdzisław Jaworski ukończył Seminarium Duchowne w Płocku, a w 1969 ukończył Chrześcijańską Akademię Teologiczną. W momencie ukończenia seminarium rozpoczął pracę duszpasterską w Radzyminku, następnie od 1983 w Łodzi. 27 września 1983 wraz z kapł. Antonim Marią Romanem Nowakiem, podczas obrad Kapituły Generalnej, został wybrany na biskupa. Konsekracja biskupia odbyła się 20 listopada 1983 w Płocku. W 1997 został biskupem naczelnym Kościoła Starokatolickiego Mariawitów, przez co stał się proboszczem Świątyni Miłosierdzia i Miłości w Płocku. W latach 1993–2001 biskup Jaworski był sekretarzem Polskiej Rady Ekumenicznej w Warszawie. 20 lipca 2007 został wybrany biskupem diecezji śląsko-łódzkiej, oddając zwierzchnictwo nad Kościołem biskupowi Michałowi Marii Ludwikowi Jabłońskiemu.
18 września 2024 roku przeszedł w stan spoczynku i został zwolniony z urzędu biskupa diecezji śląsko-łódzkiej. Jego następcą został biskup Michał Maria Ludwik Jabłoński, który przejął także obowiązki proboszcza w parafii św. Franciszka z Asyżu w Łodzi, parafii Przenajświętszego Sakramentu w Pabianicach oraz parafii Trójcy Przenajświętszej w Piątku. 6 października 2024 roku w kościele św. Franciszka z Asyżu w Łodzi odbyło się uroczyste pożegnanie z diecezją biskupa M. Włodzimierza z udziałem wiernych i władz kościelnych. 
Zdzisław Maria Włodzimierz Jaworski pasjonuje się zielarstwem i ogrodnictwem, bierze udział w projektowaniu, konserwacji i restauracji kościołów, świątyń i kaplic.